# 杨天钧
杨天钧（1943年9月—），湖北浠水人，中国冶金专家，北京科技大学教授，曾任北京科技大学校长。1965年毕业于北京钢铁学院冶金系。1985年获得德国亚琛工业大学博士学位。